# 1870 aux États-Unis
Pour des articles plus généraux, voir Chronologie des États-Unis et 1870.
Chronologie des États-Unis
- 1866
- 1867
- 1868
- 1869
- 1870
- 1871
- 1872
- 1873
- 1874

Cette page concerne des événements d'actualité qui se sont produits durant l'année 1870 du calendrier grégorien aux États-Unis.

## Gouvernement
- Président : Ulysses S. Grant
- Vice-président : Schuyler Colfax
- Secrétaire d'État : Hamilton Fish
- Chambre des représentants : Président James G. Blaine

## Événements
- 10 janvier : l'industriel américain John Davison Rockefeller crée la Standard Oil Company de l’Ohio. Il lui suffira de dix ans pour contrôler toute l’industrie du pétrole américain.
- 25 février :  Hiram Rhodes Revels sénateur républicain du Mississippi devient le premier Afro-Américain à siéger au Congrès américain.
- 30 mars : le XVe amendement, voté en 1869 par le Congrès des États-Unis, est ratifié : aucun État ne pourra plus priver un citoyen de ses droits en raison de sa race.
- 18 mai : Assassinat du sénateur républicain John Stephens par le Ku Klux Klan, ce qui mènera au démantèlement de l'organisation un an plus tard par le gouvernement fédéral.
- 1er juin : recensement. Les États-Unis comptent 38 555 983 habitants.
- 15 juillet : Reconstruction : la Géorgie est le dernier des anciens États confédérés à être réintégré au sein de l'Union.
- 16 août-10 octobre : Expédition Washburn au nord-ouest du Wyoming, dans la région du parc national de Yellowstone, créé en 1872.

jour non précisé
- L’annexion de Saint-Domingue proposée par Grant est rejetée par le Sénat des États-Unis.
- Lois contre le Ku Klux Klan (1870-1871).

#### Articles généraux
- Histoire des États-Unis de 1865 à 1918
- Évolution territoriale des États-Unis